# Vila de Ala
Vila de Ala, ou Vila d´Ala é uma povoação portuguesa sede da Freguesia de Vila de Ala do Município de Mogadouro, freguesia com 26,52 km² de área e 231 habitantes (censo de 2021), tendo, por isso, uma densidade populacional de 8,7 hab./km².

## Demografia
A população registada nos censos foi:
| Ano  | 0-14 Anos | 15-24 Anos | 25-64 Anos | > 65 Anos |
| 2001 | 42        | 51         | 160        | 106       |
| 2011 | 11        | 15         | 110        | 98        |
| 2021 | 11        | 14         | 97         | 109       |

## Geografia
A freguesia de Vila de Ala faz fronteira a norte com Penas Róias, a este com Tó, a sueste com Peredo da Bemposta, a sul com Vilarinho dos Galegos e Ventozelo, a sudoeste com Vilar de Rei e a noroeste com Mogadouro.
Uma das maiores serras do Município de Mogadouro fica nesta freguesia a menos de 1 km de Santiago, com uma altitude de 970 metros. No alto da Serra existe um Miradouro, de onde se tem vista para todo o município e ainda para os municípios limítrofes e Espanha.
O Parque Natural do Douro Internacional é um parque natural que abrange a área em que o rio Douro constitui a fronteira entre Portugal e Espanha, bem como o rio Águeda, afluente do Douro. Apesar de nem o rio Douro nem o rio Águeda atravessarem a freguesia, esta está inserida parcialmente no Parque, e apenas as aldeias de Paçó e Vila de Ala estão inseridas.

## Aldeias
A freguesia é composta por quatro aldeias:
- Mogadouro Gare
- Paçó - 24 habitantes em 2011[4]
- Santiago - 64 habitantes em 2011
- Vila de Ala - 140 habitantes em 2011

## Património
- Igreja Matriz de Vila de Ala
- Igreja Matriz de Santiago
- Castro da Serra de Santiago
- Antiga Estação Ferroviária de Mogadouro

## Acessos
- EN221
  - Guarda - Pinhel - Figueira Castelo Rodrigo - Freixo de Espada á Cinta - Mogadouro - Cruzamento Mogadouro Gare -Santiago - Miranda do Douro
- EM595
  - Peredo da Bemposta - Ventozelo - Vilarinho dos Galegos - Vila dos Sinos - Vila de Ala - Cruzamento Paçó - Santiago - N221

Apesar de o IC5 passar na freguesia, estando sempre ao lado da N221, não possui saída nesta freguesia. As saídas mais próximas da freguesia são as de Tó/Sanhoane/Brunozinho e de Mogadouro/Vimioso.